# اموآ
شهر اموآ (به فرانسوی: Hamois) در شهرستان دینان (بلژیک) در استان نمور در منطقه فدرال والوون در کشور بلژیک واقع شده‌است.